# Ganga de Burchell
Pterocles burchelli
Espèce
Statut de conservation UICN

 LC  : Préoccupation mineure
Le Ganga de Burchell (Pterocles burchelli) est une espèce d'oiseaux de la famille des Pteroclidae. Son nom commémore le naturaliste britannique William John Burchell.

## Répartition
Cet oiseau vit en Afrique du Sud, en Angola, au Botswana, en Namibie, en Zambie et au Zimbabwe.

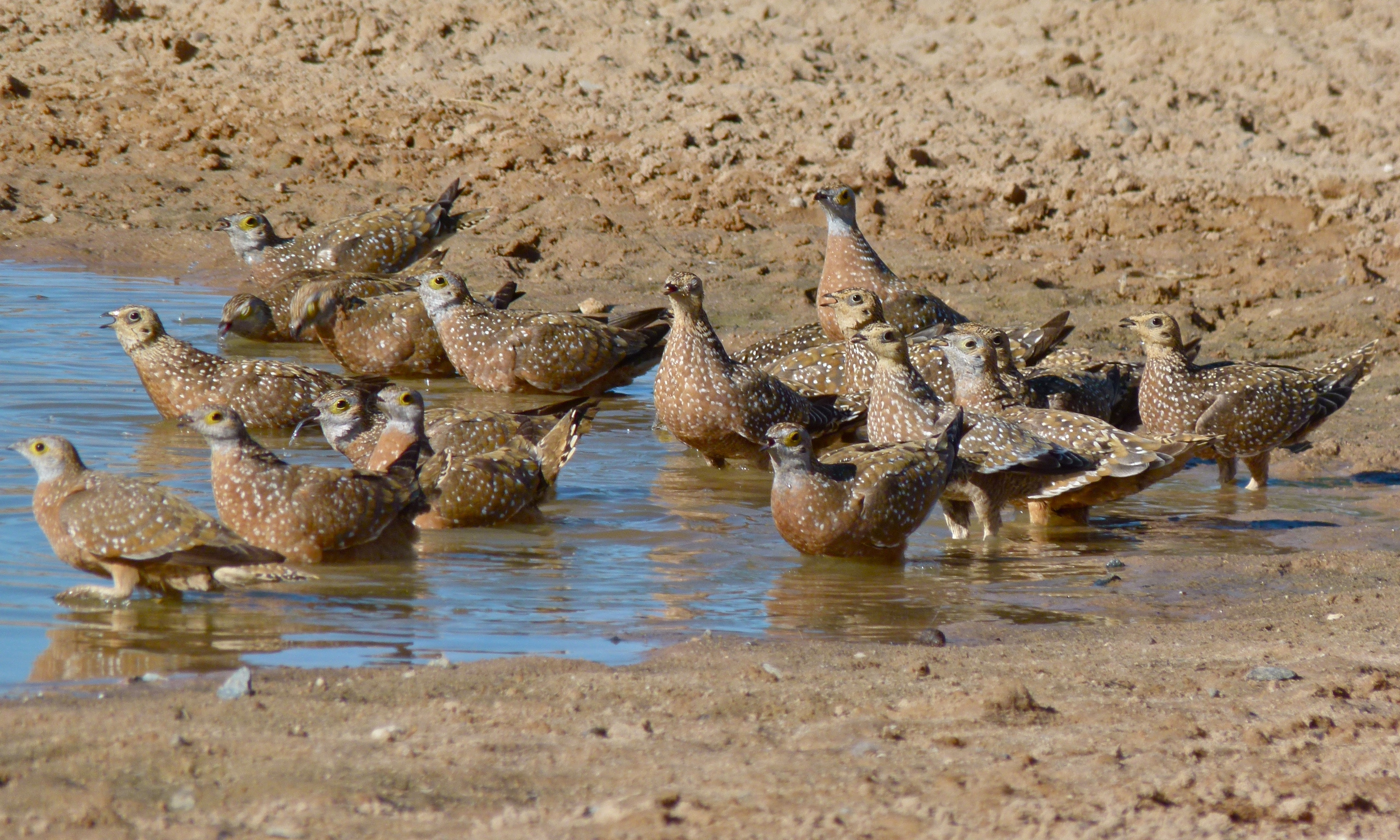
Gangas de Burchell (parc transfrontalier de Kgalagadi, Afrique du sud)